# Phúc Lợi (xã)
Phúc Lợi là một xã thuộc huyện Lục Yên, tỉnh Yên Bái, Việt Nam.
Xã Phúc Lợi có diện tích 83,54 km², dân số năm 2019 là 6.347 người, mật độ dân số đạt 76 người/km².